# Lagynochthonius sanhuaensis
Espèce
Lagynochthonius sanhuaensis est une espèce de pseudoscorpions de la famille des Chthoniidae.

## Distribution
Cette espèce est endémique du Guizhou en Chine. Elle se rencontre dans le xian de Yinjiang.

## Description
Les mâles mesurent de 1,30 à 1,36 mm et les femelles de 1,61 à 1,71 mm.

## Systématique et taxinomie
Cette espèce a été décrite par Sun, Guo et Zhang en 2024.

## Étymologie
Son nom d'espèce, composé de sanhua et du suffixe latin -ensis, « qui vit dans, qui habite », lui a été donné en référence au lieu de sa découverte, le mont Sanhua.

## Publication originale
(juin 2024).
- Sun, Guo & Zhang, 2024 : « Five new epigean Lagynochthonius species (Pseudoscorpiones, Chthoniidae) from southern China. » ZooKeys, vol. 1198, p. 101–134 (texte intégral).